# روبرت فوربس
روبرت فوربس (بالإنجليزية: Robert Forbes)‏ هو لاعب كرة قدم أمريكية أمريكي، ولد في 1886، وتوفي في 1947.